# Jorquera
Jorquera – gmina w Hiszpanii, w prowincji Albacete, w Kastylii-La Mancha, o powierzchni 67,97 km². W 2011 roku gmina liczyła 431 mieszkańców.